# Constanza I de Sicilia
Constanza de Sicilia (Palermo, 2 de noviembre de 1154-ibidem, 27 de noviembre de 1198) fue la hija póstuma del rey normando Roger II de Sicilia, y miembro de la familia Altavilla.

## Biografía
Constanza fue la hija póstuma del rey Roger II de Sicilia y de su tercera esposa, Beatriz de Rethel.
Constanza no fue prometida hasta que tuvo treinta años, lo que era una edad avanzada para una princesa cuyo matrimonio era un importante recurso dinástico. La muerte de su sobrino menor, Enrique de Capua, en 1172, hizo de Constanza heredera presunta al trono siciliano, después de que su sobrino mayor, el rey Guillermo II, no se casara hasta 1177, y en cuyo matrimonio no tuviera hijos. Abulafia (1988) señala que Guillermo no anticipó la unión de las coronas alemana y siciliana como algo posible; su propósito era consolidar una alianza, con un antiguo enemigo del poder normando en Italia. Pero no queda claro por qué retrasó tanto encontrar un esposo para su tía. 
De todas formas, en 1184, Constanza fue prometida con Enrique de Hohenstaufen (el futuro emperador Enrique VI), y se casaron dos años más tarde, el 27 de enero de 1186. El papado, también un enemigo de los emperadores, no querría ver el reino de Italia meridional (entonces uno de los más ricos de Europa) en manos alemanas, pero Enrique presionó al papa Celestino III para que bautizara y coronara a su hijo: el papa lo pospuso. Ni los nobles normandos del reino darían la bienvenida al rey Hohenstaufen. Guillermo hizo que sus nobles y los hombres importantes de su corte prometieran reconocer la sucesión de Constanza si él moría sin herederos directos. 
La muerte prematura y sin descendientes legítimos de su sobrino en 1189 puso al reino siciliano-normando en graves problemas de sucesión, ya que el Sacro Imperio Romano Germánico reclamó la herencia del reino por el matrimonio con Constanza. Su primo (y sobrino de Constanza) Tancredo se apoderó del trono. Tancredo era ilegítimo, pero tenía el apoyo de la mayor parte de los hombres del reino. Tancredo fue coronado rey en Palermo a principios del año 1190. 
El suegro de Constanza murió en 1190, y al año siguiente Enrique y Constanza fueron coronados emperador y emperatriz. Constanza entonces acompañó a su esposo a la cabeza de un sólido ejército imperial para recuperar el trono por la fuerza. Las ciudades norteñas del reino abrieron sus puertas a Enrique, incluyendo las primeras plazas fuertes normandas de Capua y Aversa. Salerno, la capital de Roger II en el continente, envió mensaje de que Enrique sería bienvenido, e invitó a Constanza a quedarse en el antiguo palacio de su padre para escapar del calor del verano. Sólo en Nápoles encontró Enrique resistencia por vez primera en toda la campaña, resistiendo bien en el verano meridional, momento en que gran parte del ejército había sucumbido a la malaria y la enfermedad y el ejército imperial se vio obligado a retirarse del reino. Constanza permaneció en Salerno con una pequeña guarnición, como signo de que Enrique volvería pronto. 
Una vez que Enrique se retiró con el grueso del ejército imperial, las ciudades que supuestamente habían caído en manos del imperio inmediatamente declararon su alianza con Tancredo, pero la mayor parte hoy temían su venganza. La población de Salerno vio una oportunidad de ganar cierto favor con Tancredo y le entregaron a Constanza en Mesina, un premio importante considerando que Enrique tenía toda la intención de regresar. Sin embargo, Tancredo estaba deseando entregar su ventaja en la negociación, esto es, la emperatriz, a cambio de que el papa Celestino III lo legitimara como rey de Sicilia. A su vez, el papa estaba confiando en que asegurando el regreso seguro de Constanza a Roma, Enrique estaría mejor dispuesto hacia el papado y aún confiaba en mantener separados el Imperio y el Reino. Sin embargo, soldados imperiales fueron capaces de intervenir antes de que Constanza llegara a Roma, y se la devolvieron con seguridad, cruzando los Alpes asegurando que al fin, tanto el papado como el reino, no obtuvieran ninguna ventaja teniendo a la emperatriz bajo custodia.
Enrique ya estaba preparándose para invadir Sicilia por segunda vez cuando Tancredo murió el 20 de febrero de 1194. Más tarde ese mismo año se trasladó al sur, entró en Palermo sin oposición, depuso al hijo menor de Tancredo, Guillermo, e hizo que lo coronasen rey en su lugar, el 25 de diciembre.
Mientras Enrique se movía rápidamente hacia el sur con su ejército, una embarazada Constanza le seguía a un ritmo más lento. El 26 de diciembre, el día después de la coronación de Enrique en Palermo, dio a luz a un hijo, Federico (el futuro emperador y rey de Sicilia Federico II Hohenstaufen), en la pequeña ciudad de Iesi, cerca de Ancona. Tenía 40 años de edad, y ella sabía que se preguntarían si el niño era realmente de ella. Así que tuvo al niño en un pabellón en la plaza del mercado de la ciudad, e invitó a las matronas de la ciudad a ser testigos del parto. Unos pocos días después, ella regresó a la plaza de la ciudad y dio de mamar a su hijo en público.

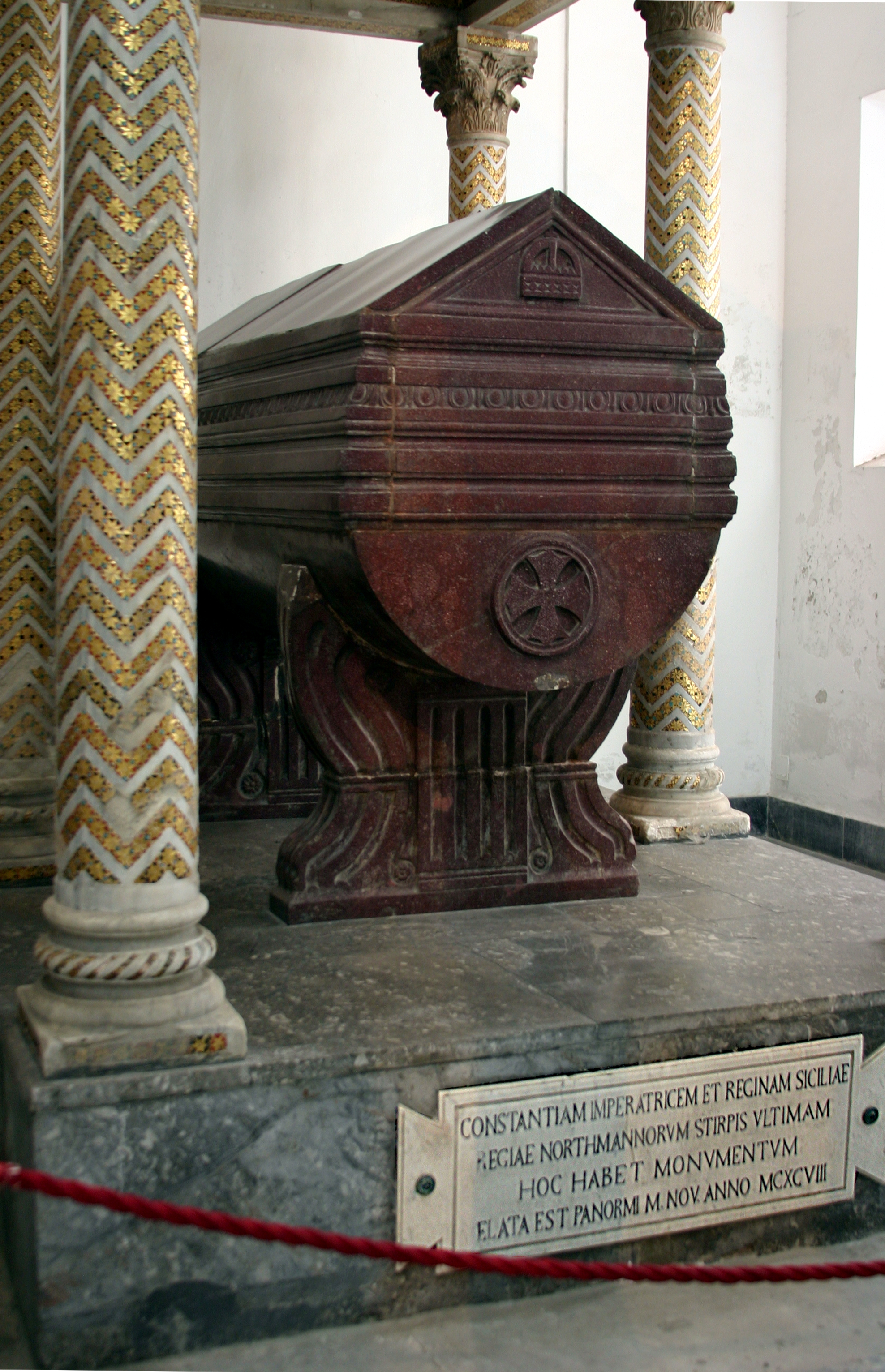
Tumba de Constanza, en la catedral de Palermo.

Constanza se había convertido en reina de Sicilia. No pudo impedir el pillaje de las riquezas de la isla por las tropas germánicas y la dura represión de su marido hacia la nobleza normanda.
Enrique murió en 1197. Al año siguiente, Constanza hizo que coronasen (mayo de 1198) rey de Sicilia a su hijo de tres años, y en su nombre disolvió los lazos que su difunto marido había creado entre el gobierno de Sicilia y el Imperio. Expulsó a un cierto número de señores germánicos instalados en el reino. Adoptó políticas muy diferentes de las de su difunto consorte. Se rodeó de asesores locales y excluyó al ambicioso Marcovaldo de Anweiler de una posición de poder e intentó limitarlo a su feudo en Molise.
Conociendo los peligros que rodean a todo niño-rey, Constanza colocó a Federico bajo la protección del papa Inocencio III. Esperaba que se criara como siciliano, y que no fuera nada más que el rey de Sicilia, sin pretensiones imperiales que lo distrajeran. Ni siquiera el título de "rey de romanos" al que su cuñado, Felipe de Suabia, fue aclamado por los nobles romanos. Madre del futuro rey de Sicilia Federico de Hohenstaufen, el stupor mundi, muere poco tiempo después que su esposo, el 27 de noviembre de 1198. En su testamento nombró tutor del niño a Inocencio, que era el soberano feudal del niño, como recordatorio a todos de la inviolabilidad de su herencia.